# Saint-Dalmas-le-Selvage
 Saint-Dalmas-le-Selvage  es una población y comuna francesa, en la región de Provenza-Alpes-Costa Azul, departamento de Alpes Marítimos, en el distrito de Niza y cantón de Saint-Étienne-de-Tinée.

## Demografía
| 133 | 152 | 151 | 121 | 114 | 123 |
| Para los censos de 1962 a 1999 la población legal corresponde a la población sin duplicidades (Fuente: INSEE [Consultar]) |     |     |     |     |     |